# Aeroporto di Zara-Zemonico
L'aeroporto di Zara (in croato: Zračna luka Zadar) (ICAO : LDZD - IATA : ZAD), internazionalmente noto con il nome commerciale di Zadar Airport, è un aeroporto della Croazia situato nel comune di Zemonico, a 8 km dalla stazione ferroviaria della città di Zara. Presso l'aeroporto vi è anche la sede della scuola di volo della compagnia aerea tedesca Lufthansa.
Dal maggio 1919 era sede della 3ª Sezione SVA del Regio Esercito.
Dal 1936 iniziarono i voli commerciali della Ala Littoria.
All'8 settembre 1943 vi operava la 103ª Squadriglia della Regia Aeronautica.